# Boștină și Asociații
Boștină și Asociații este una din marile case de avocatură din România cu birouri în București, Chișinău, Viena, Fribourg și Nicosia, precum și în alte 18 mari orașe din România. De asemenea, Boștină și Asociații a stabilit parteneriate cu Estudio Juridico Intercontinental SL din Madrid și Ascott Associes din Paris.
Casa de avocatură are peste 130 de avocați și consultanți.
În anul 2011, Boștină și Asociații a raportat venituri de 33,47 de milioane de EURO, record pentru piața de avocatură din România. Recordul anterior era deținut de Țuca Zbârcea & Asociații cu venituri de 22,7 milioane de euro în 2009.

## Competitori
Concurenții principali sunt Mușat & Asociații, Țuca Zbârcea & Asociații și Nestor Nestor Diculescu Kingston Petersen (NNDKP).